# مقام الخضر (مدرسة السويدي)
مقام الخضر من مباني بغداد الأثرية، ويقع في جانب الكرخ، ويطل على ضفاف نهر دجلة، في محلة خضر الياس، وكان المبنى في السابق مدرسة قديمة بناها الشيخ محمد أمين السويدي عام 1239هـ/1823م، وكانت قبل ذلك محلاً لسكناه، تم تحويلها إلى مسجد في عام 1947م، وبناؤه بسيط من مادة الطابوق والآجر، وتعلوه قبة صغيرة مطلية بالدهان الأزرق الفاتح، ويرتاده الكثير من الناس لتقديم النذور، ويزداد عدد الزوار للمقام يومي الأثنين والخميس، وتبدأ تقاليد الزيارة بالصلاة وايقاد الشموع التي تثبت على قطعة من الخشب أو جسم يطفو فوق مياه نهر دجلة، ويعد هذا من التقليد الذي يقوم به العوام من الناس قديماً.
ولقد قامت وزارة الاوقاف والشؤون الدينية في العراق بتعمير المسجد وتجديد بنيانه.

## تاريخ بناؤه
ولقد كان المبنى مدرسة في السابق شيدها العلامة الشيخ محمد أمين بن علي السويدي، عام 1239هـ/1823م، وكانت دار سكن له، وأشترط التدريس فيها بجميع العلوم العقلية والنقلية، وكانت المدرسة مزدهرة بطلاب العلم، والشيخ محمد امين هو مدرسها ولقد توفي في عام 1246هـ/1831م، وآخر من درس فيها من الأعلام الشيخ أحمد بن السيد عبد الغني الراوي.
وفي حوالي عام 1367هـ/1947م، حولت المدرسة إلى مسجد تقام فيه الصلوات الخمس وصلاة الجمعة وكانت مديرية الأوقاف تديرهُ، وسمي بمسجد خضر الياس، وأرخ بعض الشعراء تاريخ بناء المدرسة بالبيت التالي:
سنة 1239هـ.

ولقد ذكر المؤرخ محمد سعيد الراوي في كتابه خير الزاد: ((أما الجامع المعروف بجامع خضر الياس فإنه من إنشاء داود باشا، بناه وبنى عندهُ دكاكين جعلها وقفاً عليه - كما فعل بمسجد رأس الجسر - واعطاه إلى محمد سعيد السويدي ليدرس فيه، وقد بناه على انقاض جامع قديم، وقد شرط لهُ في وقفيتهِ بعض جرايات للمدرس والإمام والخطيب والخادم والمؤذن. وهو واقع بين الطريق العام ودجلة، ذو ساحة واسعة، ومصلى مسقف بالخشب)). 
أما محمد سعيد السويدي فهو من أجداد محمد أمين السويدي وأسمهُ (محمد سعيد بن أحمد بن عبد الله السويدي) ولقد ولد سنة 1180هـ وأخذ العلم عن والدهِ، وعن علماء عصرهِ، وحدث وبرع في الفنون كلها ولهُ أهتمام بالشعر العربي وقال الآلوسي في ترجمتهِ: ( درس مدة مديدة في مدرسة جامع داود باشا في جانب الكرخ قرب سيدنا الخضر. 
ويظهر إن شيئاً من الأهمال أصاب هذا الجامع بعد ذلك وإن الوالي تقي الدين باشا (والي بغداد في 1284-1285هـ) عمرهُ، فقد ذكر الشيخ محمد صالح السهروردي: (أن الشيخ محمد طه الشيرواني نزل في الكرخ قرب جامع خضر الياس فشرع بإقامة الختمة النقشبندية في المسجد وأجتمع عليه خلق كثير، حتى إن الوالي تقي الدين أعتقد بهِ اعتقادا عظيماً فعمر الجامع المذكور ووجه التدريس إليه). 
ولقد كانت فيهِ مدرسة في الطبقة العليا في الجانب الغربي ذات ثلاث حجرات، فسعى يوسف أفندي السويدي عند الوالي أمين عالي باشا أعيان في هدمها، فهدمها بحجة أنه يعيدها مجدداً لأنها متداعية للسقوط ولكن لم يعيد بناؤها بل بنى حجرة واحدة إلى يمين الداخل للجامع حيث كانت معدة لخزن لوازم الجامع وأدواته فجعلها مدرسة وكانت إدارة الجامع والمدرسة وجراية من فيهِ من رواتب الموظفين من قبل دائرة الأوقاف ومن أوقاف داود باشا.

## أنظر أيضا
- قبة الخضر

‌